# Zakkari Dempster
Zakkari Dempster (Castlemaine, Australia, 27 de septiembre de 1987) es un ciclista australiano que fue profesional entre 2006 y 2019.
Desde 2017 en el Israel Cycling Academy, tras anunciar su retirada en 2019 pasó a ocupar un puesto en la dirección del equipo.

## Palmarés
2007
- 1 etapa del Tour de Japón

2008
- 1 etapa del Tour de Japón

2011
- East Midlands International Cicle Classic
- 1 etapa de la Ronde de l'Oise

2012
- 1 etapa del Tour de la República Checa

2019
- Veenendaal Veenendaal Classic

## Resultados en Grandes Vueltas y Campeonatos del Mundo
| Carrera         | Carrera         | 2006 | 2007 | 2008 | 2009 | 2010 | 2011 | 2012 | 2013  | 2014  | 2015 | 2016 | 2017 | 2018  | 2019 |
| --------------- | --------------- | ---- | ---- | ---- | ---- | ---- | ---- | ---- | ----- | ----- | ---- | ---- | ---- | ----- | ---- |
|                 | Giro de Italia  | —    | —    | —    | —    | —    | —    | —    | —     | —     | —    | —    | —    | 126.º | —    |
|                 | Tour de Francia | —    | —    | —    | —    | —    | —    | —    | —     | 151.º | Ab.  | —    | —    | —     | —    |
|                 | Vuelta a España | —    | —    | —    | —    | —    | —    | —    | 133.º | —     | —    | —    | —    | —     | —    |
| Mundial en Ruta | Mundial en Ruta | —    | —    | —    | —    | —    | —    | —    | —     | —     | —    | 51.º | —    | —     | —    |

—: no participa

Ab.: abandono